# Hans-Jochen Fröhner
Hans-Jochen Fröhner (* 11. November 1935 in Berlin; † 28. Mai 2016) war ein deutscher Politiker (SPD).
Fröhner schloss die Mittlere Reife ab und besuchte anschließend eine höhere Wirtschaftsschule in Berlin. Er machte eine Lehre als Filmkaufmann und arbeitete bis 1960 als Kinoleiter. Ab 1960 arbeitete er als kaufmännischer Angestellter bei der Berliner Kraft- und Licht (Bewag)-AG.
1961 trat Fröhner der SPD bei. Bei der Berliner Wahl 1967 wurde er in das Abgeordnetenhaus von Berlin gewählt. Er war zunächst bis 1981 im Parlament tätig und rückte 1984 anschließend für ein halbes Jahr erneut nach, da Reinhold Amonat sein Mandat abgab.